# Musée de zoologie de l'université du Wisconsin
Le musée de zoologie de l'université du Wisconsin a été créé en 1848, avant même la construction du premier bâtiment de l’Université du Wisconsin, à Madison, par la direction de celle-ci. 

## Historique
Les collections commencent à être rassemblées par Horace Addison Tenney (1820-1906) et Increase Lapham (1811-1875). En 1865, le nombre de spécimens dépasse 12 000. Edward Asahel Birge (1851-1950) est embauché en 1875 et va faire sa carrière à l’université comme professeur, il reçoit en outre la charge du cabinet d’histoire naturelle. En 1894, un incendie détruit le bâtiment qui abrite le muséum. C’est Birge qui reconstitue les collections et reçoit l’assistance de Thure Ludwig Theodor Kumlien (1819-1888) pour la constitution d’un ensemble de peau d’oiseaux de l'État.
George Wagner est embauché en 1913 pour enseigner diverses matières d’histoire naturelle et introduit l’enseignement de l’écologie, la génétique et de l’ornithologie. Birge et Wagner embauchent plusieurs récolteurs pour enrichir les collections de reptiles et d’amphibiens dont Arthur Irving Ortenburger (1898-1961). Le muséum conserve aussi les données rassemblés par Wagner et ses étudiants qui réalisent l’une des premières opérations de baguage d’oiseaux des États-Unis (1925-1943). Il possède aussi une collection de mollusques récoltés par Frank Collins Baker (1867-1942). L’institution reçoit aussi la collection personnelle de peaux, de nids, d’œufs et de squelettes d’oiseaux de Ludwig Kumlien (1853-1902), le fils de Thure Kumlien.
Wagner sera le premier à réaliser le catalogue des spécimens. Hartley Harrad Thompson Jackson (1881-1976), alors étudiant et futur créateur de l’American Society of Mammalogists, l’assiste. Jackson donnera au muséum une partie de ses collections.
John Thompson Emlen Junior (1908-1997), professeur de zoologie de 1946 à 1974, dirige aussi le muséum et a pour successeur William Glase Reeder (1929-). Les deux hommes organisent des voyages scientifiques avec leurs étudiants dont les récoltes enrichissent les collections.

## Sources
- (en) Site officiel